# Capitol Hill Autonomous Zone
Koordinaten: 47° 36′ 55″ N, 122° 19′ 3″ W

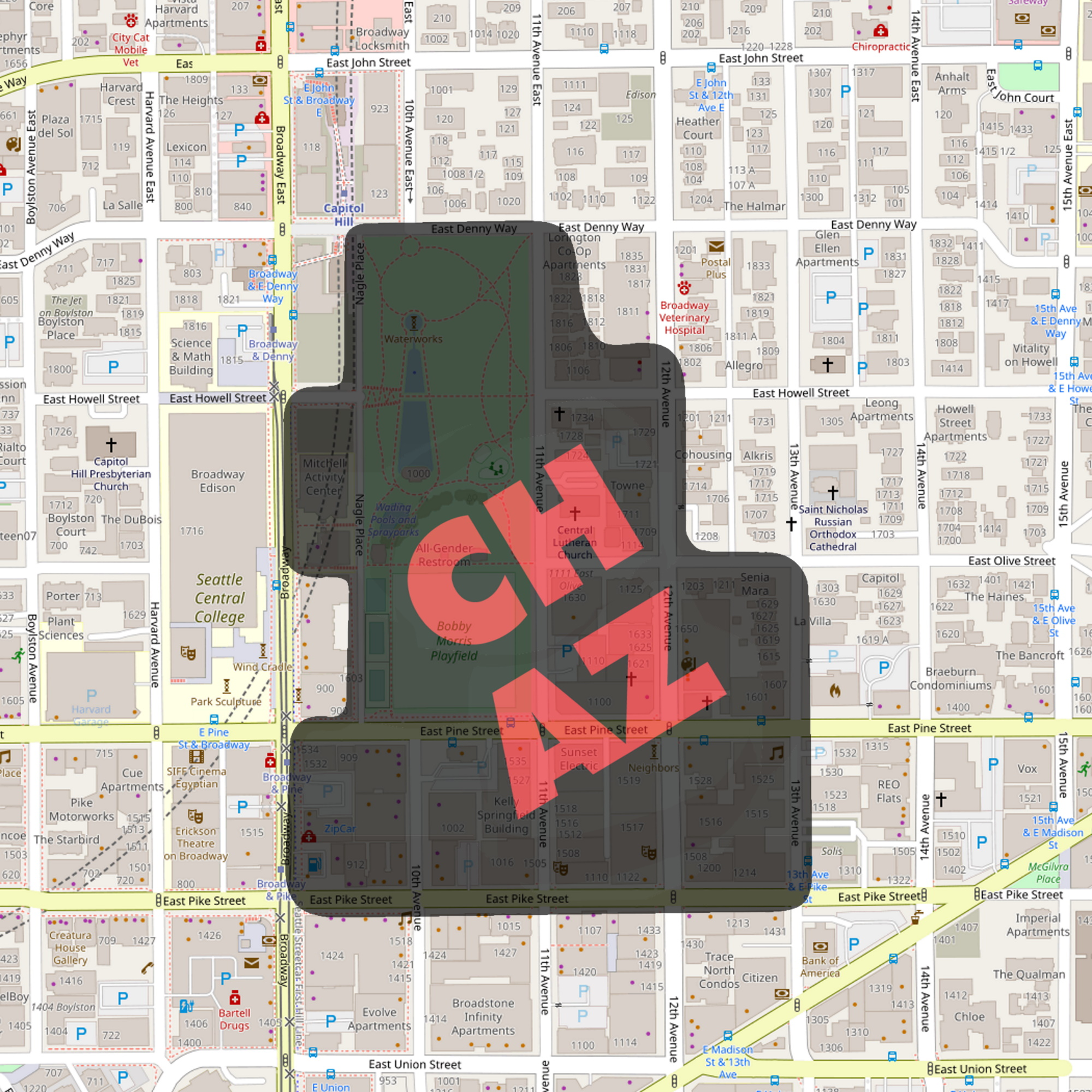
Maximale Ausdehnung der Zone

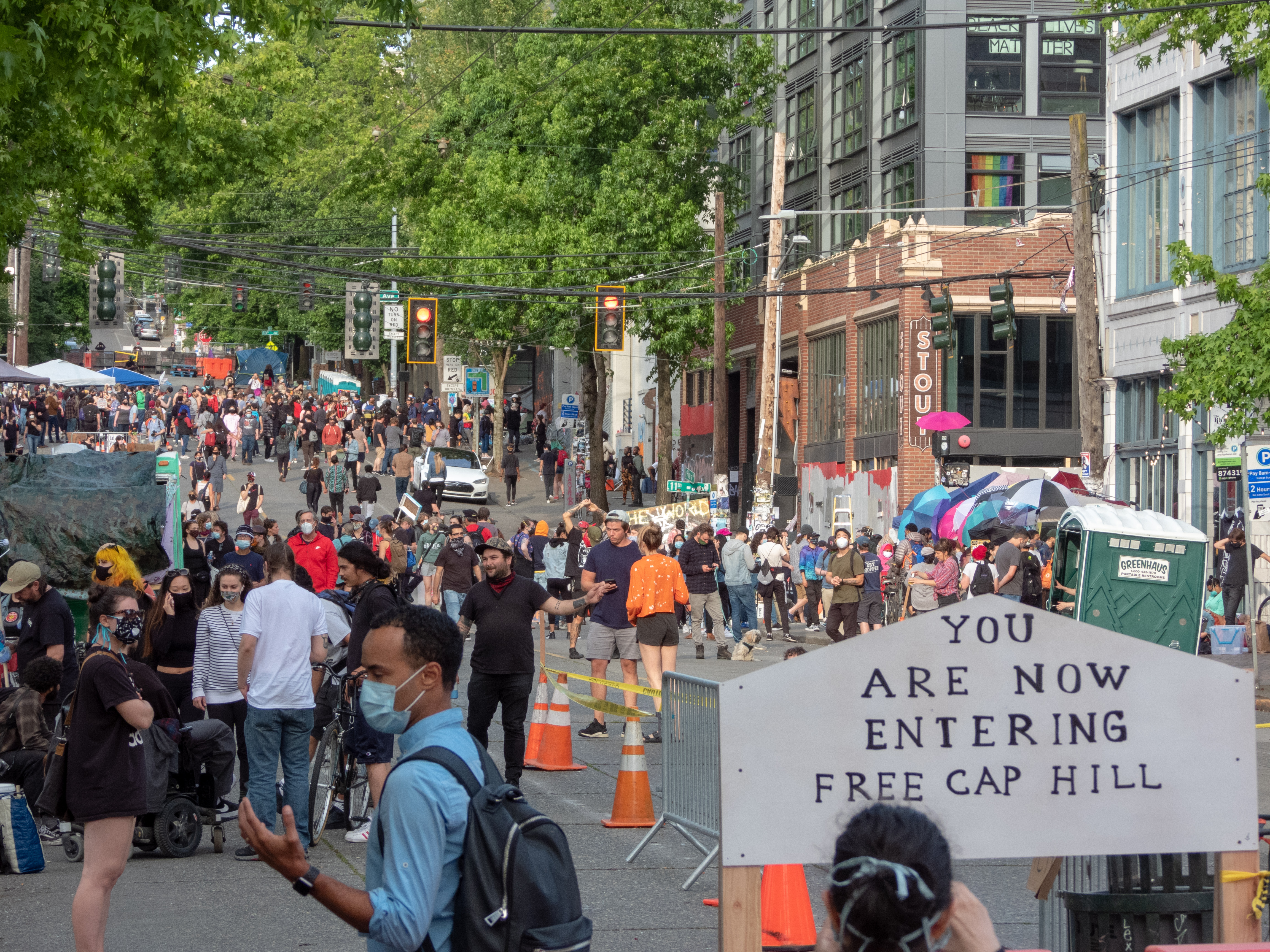
Blick in die autonome Zone von Westen

Die Capitol Hill Autonomous Zone (Akronym CHAZ, deutsch Autonome Zone Capitol Hill) oder Capitol Hill Occupied Protest (CHOP) war ein Gebiet in der Stadt Seattle im US-Bundesstaat Washington, das im Zuge der Proteste nach dem Todesfall George Floyd entstanden ist. Demonstranten hatten es ausgerufen, nachdem sich die Polizei am 8. Juni 2020 aus dem ungefähr sechs Häuserblocks umfassenden Areal um das östliche Polizeirevier am Capitol Hill zurückgezogen hatte. Sie erklärten die Zone zu einem polizei- und staatsfreien Gebiet und veröffentlichten eine Liste von Forderungen, darunter die Auflösung des Seattle Police Departments, die getroffen werden müssten, damit die Nachbarschaft wieder freigegeben werden würde.
Die Ereignisse rund um die Zone wurden unter anderem von US-Präsident Donald Trump, seiner republikanischen Partei und der Polizei von Seattle scharf kritisiert, sie forderten ein hartes Durchgreifen zur Wiederherstellung der öffentlichen Ordnung. Der Gouverneur von Washington, Jay Inslee, sowie die Bürgermeisterin von Seattle, Jenny Durkan, beide Demokraten, setzten dagegen auf einen besänftigenden Kurs und Verhandlungsbereitschaft.
Nachdem es in der autonomen Zone über einen Zeitraum von zehn Tagen zu Schießereien mit sechs Verletzten und zwei Todesopfern gekommen war, ließ Bürgermeisterin Jenny Durkan den Bereich am 1. Juli 2020 von der Polizei räumen. Hierbei wurden 31 Personen festgenommen, weil sie sich weigerten das Areal zu verlassen oder die Polizei angriffen.

## Geschichte
In Folge des Todes des Afroamerikaners George Floyd am 25. Mai 2020, der bei einer Polizeikontrolle ums Leben gekommen war, erfuhr auch Seattle heftige Proteste gegen Polizeigewalt und Rassismus. Im Bezirk Capitol Hill, der als besonders links gilt und über viele LGBT-Bars und Clubs verfügt, kam es immer wieder zu nächtlichen Zusammenstößen zwischen Demonstranten und der Polizei. In der Nacht auf den 8. Juni räumte die Polizei die örtliche Wache. Vorher hatte es Drohungen durch Demonstranten gegeben, das Revier in Brand zu setzen. Es ist unklar, wer die Anweisung zum Abzug gegeben hat, Bürgermeisterin Durkan und Polizeichefin Carmen Best wiesen später die Verantwortung von sich. Infolge der Räumung bauten die Demonstranten Barrikaden zum Rest der Stadt auf und erklärten das Gebiet zur polizeifreien Zone. Die Polizei erklärte das Gebiet nur noch bei lebensbedrohlichen Notrufen betreten zu wollen. Durch die Räumung des örtliche Polizeireviers habe sich die Reaktionszeit jedoch verdreifacht.
Am Dienstag, dem 9. Juni stürmten die Demonstranten aus der Zone, die sie am Vortag eingenommen hatten, das Rathaus von Seattle und verlangten den Rücktritt der Bürgermeisterin, wenn sie nicht der Polizei die Finanzierung entziehen und Reformen einleiten würde. Durkan sagte, sie werde Reformansätze unterstützen.
Als am 11. Juni eine Gruppe von Polizisten das verlassene Revier begehen wollte, kam es zu Spannungen unter den Demonstranten. Während einige die Polizisten daran hindern wollten, versuchten andere sie zu beschützen.
Am 12. Juni veröffentlichten die Demonstranten eine Liste mit 30 Forderungen im Internet. Darunter befanden sich Forderungen nach der Abschaffung des Seattle Police Departments sowie des dahinterstehenden Gerichtssystems und ein Verbot der Benutzung von Waffen durch die Polizei bis dahin. Außerdem sollen sämtliche Prozesse gegen Schwarze, die wegen einer Gewalttat inhaftiert sind, neu aufgerollt werden, Universitäten in Washington kostenlos sein und Gefängnisinsassen ein Stimmrecht erhalten.
Am 14. Juni gaben die Demonstranten bekannt, die autonome Zone von jetzt an „Capitol Hill Organized Protest“ (Akronym CHOP, deutsch „Organisierter Protest Capitol Hill“) nennen zu wollen. Dieser Name reflektiere die Intentionen der Demonstranten besser als „CHAZ“, ein Name, der von außen stamme.
Die Verhandlungen mit der Stadt Seattle führten am 16. Juni zu einer Vereinbarung, die beinhaltet, dass die Stadt die selbstgebauten Barrieren der Zone durch stärkere Betonbarrikaden ersetzt und die Demonstranten dafür die Zone auf drei Häuserblocks verkleinern.
Bei Schießereien innerhalb der Zone wurde am 20. Juni eine Person getötet und eine weitere Person verletzt. Am darauf folgenden Tag wurde ein weiterer Mensch in der Zone angeschossen. Die Polizei von Seattle gab bekannt, dass sie in dem Fall ermittle, aber ihr Versuch, die Opfer der Schüsse zu erreichen, von den Demonstranten blockiert werde. CHOP-Vertreter widersprachen dieser Darstellung und sagten, die Polizisten hätten sich selbst entschieden, die Zone nicht zu betreten. Als die Schüsse am 20. Juni gefallen seien, seien außerdem bereits Deeskalationsteams des CHOP zu dem Ort unterwegs gewesen. Als Reaktion kündigte Bürgermeisterin Durkan die baldige Rücknahme der Zone durch die Stadt an. Sie sagte, Gewalt solle den berechtigten Protest nicht überschatten.
Am Morgen des 29. Juni 2020 fand erneut eine Schießerei in der Zone statt. Dabei wurden ein 16-Jähriger getötet und ein 14-Jähriger verletzt. Beide waren Afro-Amerikaner. Nach insgesamt mindestens vier Schießereien mit sechs Verletzten und zwei Todesopfern ließ Bürgermeisterin Jenny Durkan den Bereich am 1. Juli 2020 von der Polizei räumen. Hierbei wurden 31 Personen festgenommen, weil sie sich weigerten, das Areal zu verlassen, oder die Polizei angriffen. In der folgenden Nacht wurden Polizisten mit Steinen, Flaschen und Pyrotechnik angegriffen; zehn weitere Personen wurden festgenommen.

## Situation in der Zone

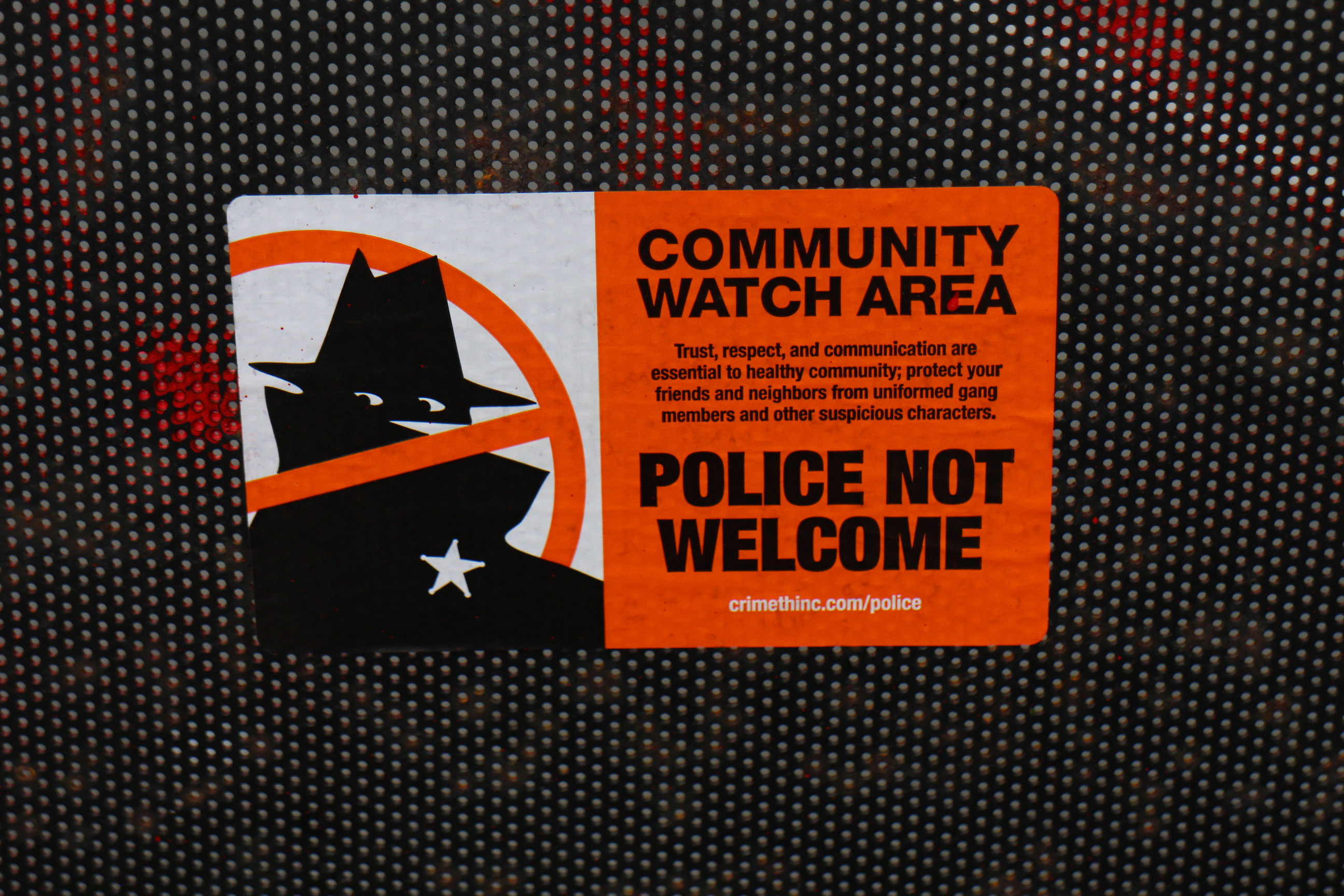
„Polizei nicht willkommen“-Schild

Über die Ereignisse in der CHAZ gibt es unterschiedliche Berichte. Laut einigen TV-Bildern war die Stimmung gelassen und friedlich, es wurden demnach Demonstrationen, politische Diskussionen oder Lesungen veranstaltet. Die New York Times bezeichnete die Szene als „halb Straßenfest, halb Kommune“. Innerhalb der Zone existierte eine selbstorganisierte Krankenstation, es gab kostenloses Essen und ein Kulturangebot. In dem Gebiet waren zudem viele Streetart-Künstler aktiv, unter anderem wurde der Slogan „Black Lives Matter“ in großen Buchstaben auf eine Durchgangsstraße geschrieben. Auch CNN beschrieb die Lage in der Zone als größtenteils fröhliches Straßenfest.
Die Polizei von Seattle berichtete dagegen zunächst von Schutzgelderpressungen gegenüber Besitzern lokaler Geschäfte. Polizeichefin Best gab jedoch später an, dass diese Informationen nicht gesichert seien. Fox News zeigte Bilder von bewaffneten Paramilizen, die Ausweise kontrollierten, um festzustellen, wer wirklich in der CHAZ wohne, und berichtete von anarchistischer Gewalt. Die Polizei stellte klar, dass die Demonstranten nicht die Autorität hätten, Ausweiskontrollen durchzuführen. Auswirkungen der Räumung des Polizeireviers seien außerdem, dass Notrufe aus der Zone nur mit deutlicher Verzögerung bearbeitet werden könnten. Der konservative Journalist Andy Ngo sagte, es sei „schwer zu übertreiben, was für eine Anarchie auf den Straßen“ herrsche.

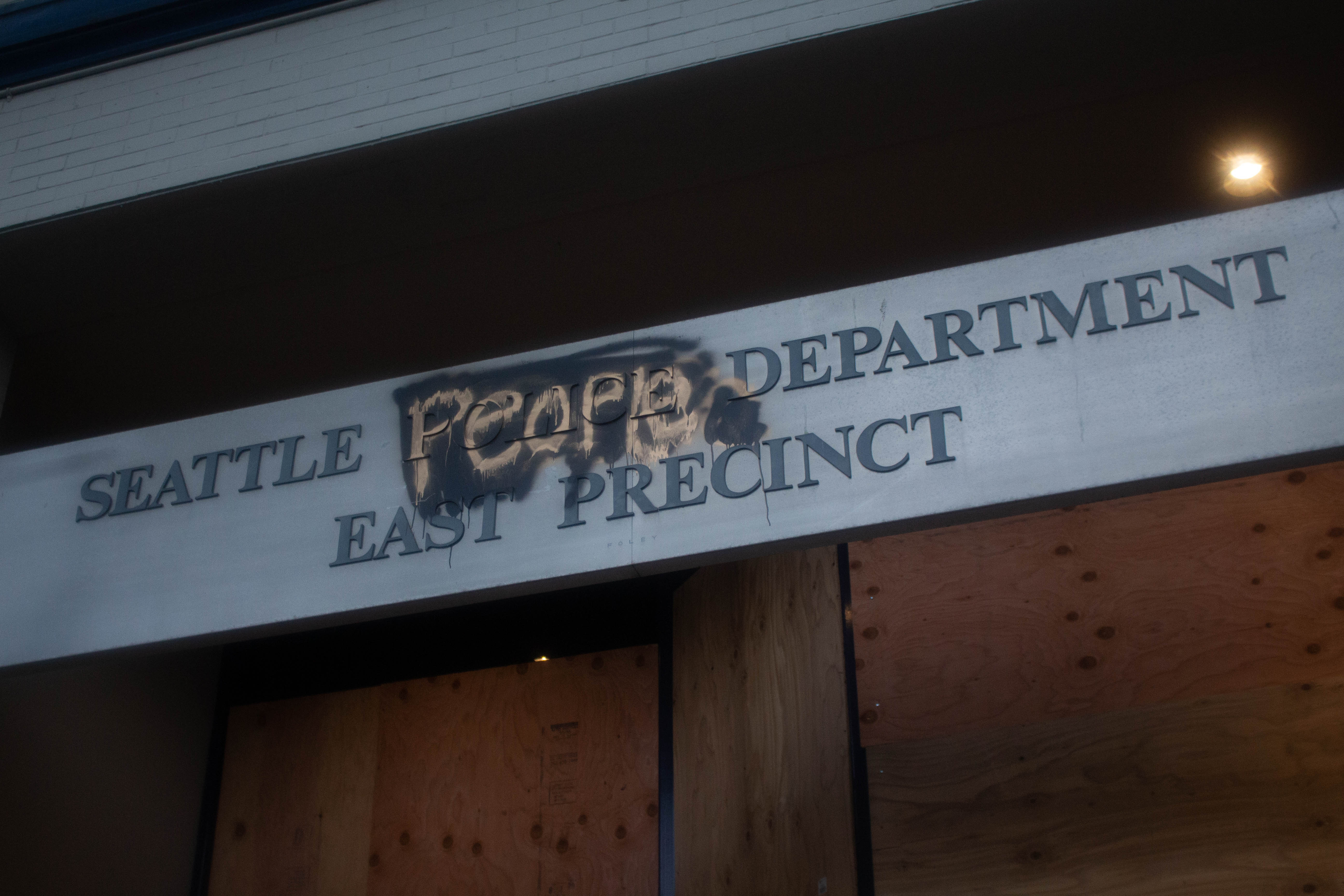
Schild des Östlichen Polizeireviers unter CHAZ

Kleinunternehmer, deren Betriebe in den betroffenen Häuserblocks liegen, berichteten über Sachschäden durch Vandalismus und Plünderungen, sowie entgangenen Umsatz in Höhe von 200 Millionen USD. Eine Gruppe von Geschäftsinhabern, ein Schlüsseldienst, ein Tattoo-Studio, ein Handwerker, die Betreiber eines mexikanischen Restaurants und der Inhaber eines Kaffee-Shops, verklagen seit Juni 2020 die Stadt Seattle auf Verletzung ihrer Schutzpflichten, weil während des Zeitraums die Polizei auf Notrufe aus dem Gebiet nicht reagierte und gegen Vandalismus und Plünderungen nicht einschritt. Politisch wehren sich die Kläger auch gegen Kampagnen, der Polizei Finanzmittel zu entziehen und bestehen darauf, dass die Sicherheitsfunktion der Stadtverwaltung gewährleistet sein muss. Die New York Times zitierte einen homosexuellen Café-Betreiber mit ethnischem Hintergrund aus dem Mittleren Osten, der aus Texas nach Seattle gezogen war, um in der liberalen Gesellschaft zu leben, dass die Besetzer die Einwohner mit ihren Barrikaden eingeschlossen und bewaffnetet Kontrollstellen errichtet hätten. Er ergänzte, dass ein großer Teil der Aktivisten Weiße gewesen wären: „Die Schwarze Bewegung aufzugreifen und in eine Weiße Besatzung zu verwandeln, ist Ausdruck Weißer Privilegien, wie es sie nur sein können. […] Und genau das haben sie getan.“
Die unklare Führungssituation in der Zone führte außerdem zu einigen Spannungen. Der Rapper Raz Simone, der von mehreren Medien als ein Anführer der CHAZ identifiziert worden ist, wurde von anderen Aktivisten beschuldigt, sich selbst wie ein Polizist zu verhalten.

## Reaktionen

### In Washington
Noch am 10. Juni gab Gouverneur Inslee an, nichts von der Okkupation in Seattle zu wissen, wofür ihn Präsident Trump attackierte. Die Regierungen der Stadt und des Staates Washington setzen auf einen Dialog mit den Demonstranten. Die Polizei versuchte Verhandlungen mit den Anführern der Demonstranten aufzunehmen, um eine Rückkehr der Polizei in das Gebiet vorzubereiten. Die Polizeichefin Best sagte, die Handlungen einer Minderheit dürften nicht dazu führen, dass der Gemeinschaft die Dienstleistungen der Polizei entzogen würden. Gouverneur Inslee erklärte, die Proteste in der CHAZ seien größtenteils friedlich. Er hoffe, dass es auch eine friedliche Lösung für die Situation geben werde. Bürgermeisterin Durkan sagte, die Demonstranten seien harmlos und man müsse mit ihnen verhandeln.
Caleb Heimlich, der Vorsitzende der Republikanischen Partei von Washington, die sich in dem Staat in der Opposition befindet, beschrieb die Situation als „völlige Gesetzlosigkeit“. Er habe selbst gesehen, wie Polizisten, die versucht hätten an ihren Arbeitsplatz zurückzukehren von den Demonstranten dazu gezwungen worden seien, die CHAZ nicht zu betreten. Heimlich kritisierte Inslee und Durkan scharf, sie seien nicht bereit Recht und Gesetz durchzusetzen.
Der Vorsitzende der Polizeigewerkschaft Seattle Police Officers Guild beklagte im Interview mit Fox News, dass die Stadtregierung jeden Willen verloren habe, das Gesetz durchzusetzen, und der Polizei jede Möglichkeit genommen habe, ihre Stützpunkte zu verteidigen. Die Aktivisten der CHAZ seien schlecht für friedliche Demonstranten und die Polizei bereit zu verhandeln. Auch die Polizeichefin von Seattle, Carmen Best, zeigte sich wütend über die Entwicklungen. Sie beschuldigte die Stadt mit der Räumung dem öffentlichen Druck nachgegeben zu haben, obwohl es Informationen gegeben hatte, dass regierungsfeindliche Gruppen die Zerstörung des Polizeireviers planten.

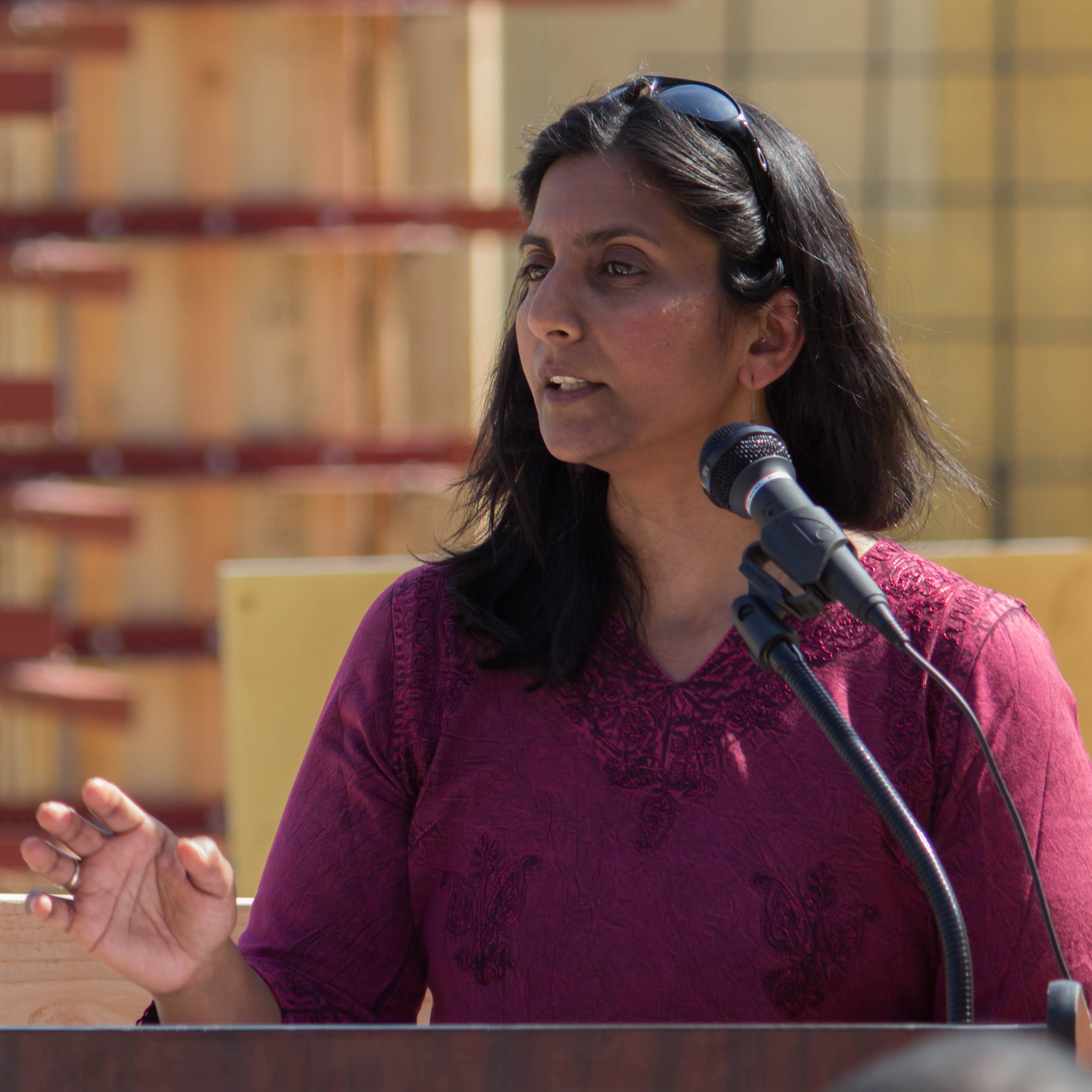
Kshama Sawant (2015)

Unterstützung erfuhren die Demonstranten von dem Stadtratsmitglied Kshama Sawant von der trotzkistischen Partei Sozialistische Alternative, die den dritten Bezirk der Stadt vertritt. Am 8. Juni führte sie die Stürmung des Rathauses durch Demonstranten an, das sie ihnen aufgeschlossen hatte, um zu symbolisieren, dass es dem Volk gehöre. Sawant galt als mögliche Anführerin der CHAZ-Demonstranten, sie unterstützte die Forderung, das verlassene Polizeirevier zu einem Gemeinschaftszentrum zu machen, und rief die Demonstranten dazu auf, die Polizei auf keinen Fall zurück in die Nachbarschaft zu lassen.

### National
Präsident Donald Trump bezeichnete die Demonstranten aus der Zone am 11. Juni auf Twitter als „hässliche Anarchisten“ und „Terroristen“. Er verlangte von Gouverneur Jay Inslee und Bürgermeisterin Jenny Durkan die Proteste zu beenden und drohte damit, dies ansonsten selbst zu veranlassen. Außerdem nannte er Inslee und Durkan linksradikal, ihre Politik habe zur Situation beigetragen. Inslee antwortete, indem er Trump vorwarf, als Regierungschef unfähig zu sein, er solle sich aus Washingtons Angelegenheiten raushalten. Drohungen mit Militärgewalt aus dem Weißen Haus würden nicht akzeptiert. Auch die Vorsitzende der Demokratischen Partei von Washington, Tina Podlowdoski, kritisierte Trump. Alles was er tue, sei schändlich. Denny Heck (D), Kongressabgeordneter für Washington, behauptete der Großteil der CHAZ-Demonstranten sei friedlich und sagte, er verstehe ihre Motivation.
Die Kommunikationsdirektorin der Vereinigung republikanischer Gouverneure gab eine Erklärung heraus, in der Inslee scharf angegangen wurde. Er sei nicht einmal in der Lage, einen Hotdog-Stand zu regieren und könne seine Bürger nicht vor Antifa und Anarchisten, die gerade versuchten sich von den USA abzuspalten, schützen. Der Repräsentantenhausabgeordnete Matt Gaetz (R) aus Florida sagte, dass die Antifa Seattle zu ihrer Hauptstadt gemacht hätte und die USA ihre Gemeinden niemals dem Mob überlassen solle. Das African American Community Advisory Council, das für die Verständigung zwischen der afroamerikanischen Community und dem Seattle Police Department zuständig ist, erklärte, die Demonstranten der CHAZ hätten die Botschaft von Black Lives Matter pervertiert und wurde dafür ausgebuht. Es kritisierte außerdem Bürgermeisterin Durkan als feige.

## Ähnliche Ereignisse
Am 12. Juni 2020 versuchten Demonstranten in Nashville, der Hauptstadt von Tennessee, eine autonome Zone wie die CHAZ rund um das Gebäude des Staatsparlaments aufzubauen. Der Gouverneur von Tennessee, Bill Lee (R) kündigte an, ein Vorgehen wie in Seattle nicht zuzulassen. Er werde „Gesetzlosigkeit, autonome Zonen und Gewalt nicht tolerieren“, erklärte aber seine Unterstützung für friedliche Proteste.
Auch in Portland im Bundesstaat Oregon wurde versucht, eine autonome Zone rund um die Wohnung von Bürgermeister Ted Wheeler (D) zu errichten. In den späten Abendstunden des 17. Juni rief eine Gruppierung auf Instagram die Patrick Kimmons Autonomous Zone aus, benannt nach einem schwarzen Mann der 2018 in Portland von der Polizei getötet worden war. Die Demonstranten protestierten unter anderem gegen Wheelers Weigerung den Einsatz von Tränengas bei Polizeieinsätzen zu verbieten. Außerdem zeigten sie sich enttäuscht über eine Entscheidung des Stadtrats das Budget der Polizei von Portland um 16 Millionen $ zu verkleinern, da sie sich eine Kürzung um mehr als 50 Millionen $ erhofft hatten. Der Versuch die Zone zu etablierten wurde schon nach wenigen Stunden von der Polizei beendet, die am Morgen des 18. Juni die Barrikaden und Zelte der Demonstranten abriss.